# Peppino Mereu
Peppinu Mereu (Tonara, provincia de Nuoro, Cerdeña 1872-1901) fue un escritor popular italiano en lengua sarda. 
Era hijo de un médico, pero se quedó huérfano de pequeño. Más tarde se haría carabinero, razón por la cual se desplazaba por toda la isla. Murió de tisis después de una vida enfermiza. 
Afín al movimiento Scapigliatura de Milán y próximo a la escuela nuoresa de poetes de su connottu (los poetas de las cosas conocidas). Considerado el poeta más grande en lengua sarda, escribió Galusè, Nanneddu Meu y A Genesio Lamberti. De las pocas obras suyas que se han conservado, todas fueron publicadas tras su muerte.
- Datos: Q1065188
- Multimedia: Peppino Mereu / Q1065188